# Édouard Daurelly
Édouard Auguste Henri Maffren, dit Édouard Daurelly ou Daurelly, né le 26 août 1867 à Sisteron (Basses-Alpes) et mort probablement le 25 novembre 1948, est un auteur dramatique, poète et directeur de théâtre français.

## Biographie

### Origines et débuts comme acteur
Il était fils du cordonnier Benoît Maffren (1837-1891) et de son épouse Ernestine Joséphine Lachaud (1848-1935). Au plus tard à l'âge de 16 ans, il s'est tourné vers le métier d'artiste. Il prend le nom de scène Daurelly, et en février 1884 il se présente à Marseille au Théâtre Chave dans un Vaudeville, où il « contribua à la réussite de l’ouvrage ». De décembre 1887 à janvier 1888, puis de septembre à novembre 1888, il se produit à Liège au Théâtre Royal et au Théâtre du Gymnase dans plusieurs comédies et drames.
Le 12 novembre 1888, Édouard Maffren est incorporé au 23e Bataillon des Chasseurs à Pied à Grasse, et réformé par la Commission spéciale d’Antibes le 15 juin 1889 à cause d’une hypertrophie du cœur. Il se rend ensuite à Alger en décembre 1889 où il s'est produit au théâtre. En janvier 1891 et en février 1892, il apparaît dans des comédies à Bordeaux au Théâtre français, et en octobre 1892, il se produit pour la première fois à Paris sur la scène du Théâtre du Château-d'Eau.

### Expérience dans les troupes de théâtre
En 1893, il rejoint la Troupe de théâtre de Jean Castex et joue avec eux à Nîmes et Nantes en 1894. Il passe à la Tournée Frédéric Achard en septembre 1894 qui est qualifiée d'excellente et compte environ 25 actrices et acteurs sous contrat. Il joue avec celle-ci dans des comédies à La Roche-sur-Yon, Chambéry et Nancy. En 1895, Daurelly fonda pour la première fois sa propre troupe de théâtre et se produisit avec elle à Thionville et à Metz en octobre 1895. Au cours de l'été 1896, il est engagé à Paris par les Bouffes-Parisiens. À l'automne 1896, il rejoint la troupe d'Albert Chartier et donne des représentations dans plusieurs villes de l'ouest de la France, et à partir de janvier 1897 à Fribourg (Suisse) et dans plusieurs villes du sud de la France, puis à Bône et Tlemcen (Algérie). En avril 1899, nous le retrouvons membre de la Tournée Dorval à Nantes et Limoges. En septembre 1899, il a eu la chance de participer à des drames classiques à Nîmes lors d'une tournée du célèbre Mounet-Sully, sociétaire de la Comédie-Française, et d'autres acteurs parisiens réputés. Dans le courant de l'année 1900, il est administrateur des tournées Coquelin, et en décembre on retrouve Daurelly comme metteur en scène à Albi.

## Direction de théâtre

### Tournée d’opéra-comique
À partir de 1901, il devient directeur de sa propre troupe d'opéra, engage de nombreux chanteurs de premier ordre de Paris, un chœur et l'orchestre et l'appelle « Tournée d'opéra-comique Edouard Daurelly ». Il a très tôt reconnu l'importance d’une excellence de la troupe et d'une publicité de qualité, a fait dessiner et imprimer des affiches et a fourni au public des brochures de programme de grande qualité. Sa première tournée le conduit à partir de septembre avec deux opéras à Mayenne, Agde, Gers, Morlaix, à Fribourg et La Chaux-de-Fonds (Suisse), et à Thionville, Metz et Cannes. À partir de mars 1902, il tourne à Vienne, Vannes, Carpentras, Aix, Montélimar, Bar-le-Duc, Arles, Annonay, en Bretagne et en Vendée ainsi qu'à Autun.
En 1902, il rejoint temporairement la Tournée Bourdeille et donne une représentation invitée à Berlin au Nouvel opéra royal avec Faust de Gounod en français, ce qui est assez inhabituel pour le public berlinois de l'époque. À partir de septembre 1902, Daurelly donne des représentations en tant qu'invité avec deux opéras à Uzès, Cognac, Morlaix, Brest, Saint-Brieuc, La Roche-sur-Yon, Vannes, Mayenne, Salon-de-Provence, Arles, Annecy, et Mirecourt. À partir de janvier 1903, il fait des apparitions en tant qu'invité à Fontenay-le-Comte, Vienne, Cannes, Brignoles, Carpentras, L’Isle-sur-la-Sorgue, Draguignan, Tarascon, Jarnac, La Roche-sur-Yon, Neufchâteau, et Bar-le-Duc.
À partir de la fin mai 1903, Daurelly prend, avec F. Lagrange, la direction du Théâtre du Casino à Pougues-les-Eaux, pour l'art lyrique et dramatique pendant la saison estivale. À partir d'octobre 1903, Daurelly poursuit sa tournée à Argentan, Alençon, Rochefort, Laval, La Rochelle, Carcassonne, Puy-de-Dôme, Riom, Épinal, Annecy, Saint-Mihiel, et Fontenay-le-Comte.
À partir de janvier 1904, Daurelly donne des représentations avec deux opéras à Rennes, Morlaix, Château-Gontier, Vitré, Vannes, Pontivy, Alençon, La Roche-sur-Yon, Fontenay, Vienne, Carpentras, et Montélimar. À partir de septembre 1904, la tournée traverse les villes à Château-Gontier, Morlaix, Fontenay-le-Comte, Vannes, La Roche-sur-Yon, et Annonay.

### Boulogne-sur-Mer
À partir d'octobre 1905, Daurelly et toute sa troupe d'opéra s'engagent au Théâtre de Boulogne-sur-Mer pour la saison 1905-06. Le théâtre avait 1600 places et la ville a accepté une subvention de 25000 francs. En tant que directeur du théâtre, Daurelly s'est engagé à donner trois représentations par semaine entre le 15 octobre et le 15 mars. À partir de septembre 1907, Daurelly dirige à nouveau le Théâtre de Boulogne-sur-Mer pendant la saison 1907-1908.

### Caen
En février 1909, Daurelly est nommé directeur du Théâtre de Caen (Calvados) pour la saison à venir. Il s'engageait à jouer tous les quinze jours une comédie moderne avec des artistes en représentation. En juin 1909, Daurelly dirige brièvement la Tournée Hertz, de la Porte St-Martin, et donne une excellente représentation de Cyrano de Bergerac d’Edmond Rostand à Clermont-Ferrand. Le 19 septembre 1909, Comoedia rapporte depuis Caen : « Le nouveau directeur du Théâtre municipal M. Daurelly prépare activement la saison d’hiver. Les engagements sont terminés et la liste des ouvrages qu’il se propose de monter vient d’être arrêtée. » Trois jours auparavant, Daurelly a présenté son vaste répertoire pour la saison à venir : plus de 20 opérettes, une vingtaine de comédies, plus d'une douzaine de vaudevilles et environ 16 drames. Il avait engagé onze chanteurs, six chanteuses, quinze acteurs et onze actrices, plus un chœur de vingt personnes, le personnel technique et l'orchestre municipal à sa disposition. La presse l'a félicité : « M. Daurelly passe pour un directeur habile et un homme affable. » La saison se termine à la fin du mois de mai 1910.
Le théâtre de Caen donne également des représentations régulières à Bayeux, seul en décembre 1909 Daurelly à fait jouer huit ouvrages en six soirées consécutives. Des représentations théâtrales pour les victimes de l’inondation, ou au profit des œuvres mutualistes des Postes et Télégraphes, étaient un mérite particulier pour Daurelly, bien qu'il acceptât les critiques.

### Besançon
En septembre 1910, Daurelly est nommé directeur du Grand Théâtre de Besançon. Il a ouvert la saison avec Boccace, opéra-comique de Franz von Suppé, pour les débuts de la troupe d’opérette, « l’effet produit a été de bon augure pour le succès de la saison. » Ensuite, le début plus intéressant et plus sérieux de la troupe d’opéra-comique avec Carmen de Georges Bizet. La pièce à grand succès Le Train de 8h47 de Léo Marchès, créée à Paris le 18 novembre 1910, a été donnée par Daurelly à Besançon peu après.
Dans la saison suivante, à partir du 12 octobre 1911, le programme à Besançon comprenait entre autres Manon et Don Quichotte de Massenet, La veuve joyeuse de Franz Lehár, La Juive de Halévy, La Traviata de Giuseppe Verdi, et Le Grand Mogol, opéra bouffe d‘Edmond Audran. Avec le Grand Théâtre de Besançon, Daurelly donne des représentations au Casino-Théâtre de La Chaux-de-Fonds (Suisse) d'octobre 1911 à février 1912, avec les opéras également joués à Besançon.
À la fin de la saison 1912, Daurelly quitte Besançon pour prendre la direction du Théâtre de la Gaîté à Paris pendant quelques mois jusqu'à la fin octobre. Par la suite, la presse parisienne a fait son éloge : « Celui-ci laisse la réputation d’un administrateur avisé, d’une parfaite courtoisie et d’une expérience éprouvée, et son départ ne causera que des regrets. »

### Avignon
Après une crise théâtrale causée par la liquidation judiciaire des anciens directeurs, la municipalité avignonnaise nomma, en décembre 1912, parmi de nombreux candidats, Edouard Daurelly. Le Figaro rapportait depuis Avignon le 1er janvier 1913: « Depuis quelques jours, notre ville a la bonne fortune de posséder un directeur de théâtre de premier ordre, et elle en avait grand besoin. M. Daurelly (...) est un homme fort intelligent, d’une culture artistique très soignée, fin lettre à l’occasion, et possédant par dessus tout deux qualités indispensables à l’administration d’un théâtre : la volonté et l’autorité. Avignon a donc désormais une scène digne de sa vieille renommée. » En mai 1913, Daurelly l'exige, suivant un article du cahier des charges, voir les professeurs du conservatoire prendre place à l’orchestre du théâtre pendant la saison prochaine. La presse a écrit : « On ne peut qu’approuver M. Daurelly de vouloir améliorer et augmenter l’orchestre du Théâtre municipal. »
Lors de la saison 1913-14, pour laquelle il introduit l'éclairage électrique sur scène, Daurelly fait ressortir quelques nouveautés, telles que Panurge de Massenet, Rêve de Valse, opérette d’Oscar Straus, et le ballet La Fleur du sang, scénario d’Edouard Daurelly, musique de Marie Thérèse Drogue, pianiste du Théâtre d’Avignon. Mais aussi des classiques comme La Favorite de Donizetti, Les contes d’Hoffmann d’Offenbach, Werther de Massenet, Les Huguenots de Meyerbeer, La Bohème de Puccini, et Rigoletto de Verdi.

### Trouville
Pendant la saison d'été 1913, qui dura du 10 juillet au 30 septembre, Daurelly prit rapidement la direction du Théâtre du Casino municipal de Trouville, la lourde tâche de réparer les erreurs qui ont été commises pendant la saison de 1912. L'ouverture de la saison avec Manon de Massenet fut un gros succès. De nouvelles représentations ont suivi quotidiennement: Lakmé, La Fille du tambour-major, La Bohème, Mignon, et ainsi de suite, permettant de répondre au désir de satisfaire les goûts de son public. La troupe formée par Daurelly a été saluée comme « excellente à tous les points de vue, et qu'il avait réussi de varier constamment le répertoire. » La presse a écrit en août : « Au théâtre les salles combles succèdent aux salles combles, on applaudit l'excellent orchestre du maestro Lafitte et la troupe impeccable de M. Daurelly. »

### Autres activités théâtrales
Après avoir quitté sa direction à Avignon en 1914, Daurelly n'a apparemment plus d'activités permanentes. Il reprend le Théâtre de Caen en janvier 1916, en absence de l’ex-directeur Hertz, le contrôle comme directeur. En avril 1920, à Liège, au Pavillon de Flore, une troupe française réunie par Daurelly interprète L'Héritière en Loterie, opérette en trois actes d'Henri Goublier fils. La presse l'a résumé : « Enfin, M. Daurelly a monté la pièce avec un goût dont il faut le louer et a tiré le plus heureux parti des moyens restreints dont il disposait. »

### Amiens
Dans les années 1924-1926, Daurelly est directeur du Théâtre municipal d'Amiens. Il doit y affronter la forte concurrence du Théâtre de l'Union, fondé à l'époque et qui n'existe que depuis trois ans, mais qui doit finalement fermer en 1926.

### Lyon
À l'automne 1934, Daurelly est nommé, avec Maurice Carrié, codirecteur de l'Opéra de Lyon. La nouvelle direction a été très bien accueillie, « ils ont fait défiler depuis l’ouverture de la saison une pléiade d’artistes », et « il a été donné vingt ouvrages », et « on ne chôme pas à l’Opéra de Lyon et nous ne pouvons qu’en féliciter MM. Carrié et Daurelly ». Et le 2 décembre 1934, Comoedia écrivait : « MM. Maurice Carrié et Edouard Daurelly, les avisés directeurs de l’Opéra de Lyon, veulent vaincre la crise, et ils y parviennent grâce à leur programme des plus artistiques. (...) La presse lyonnaise est unanime à reconnaître tous les efforts faits par nos deux directeurs M. Carrié et M. Daurelly. »

## Autres activités

### Acteur de cinéma
Une seule fois, en 1924, il s'est tenu devant la caméra dans le film alors célèbre d'Henry Roussel, Violettes Impériales, en tant qu'acteur de l'empereur Napoléon III. Dans Cinémagazine du 27 juin 1924 on peut lire : « Dans Violettes Impériales nous avons vu un Napoléon III très correctement tenu par M. Daurelly. »

### Associations professionnelles
À partir d’avril 1907, réélu en 1908 et 1909, il fut le secrétaire général de l'Association des directeurs des théâtres de province. En 1908, l'Association est transformée en Syndicat, en 1926 en Chambre Syndicale des Directeurs de Province, et en 1932 en Chambre syndicale des Directeurs de Théâtre de France. Il était de 1930 à 1936 secrétaire général de la Chambre syndicale, en 1933 et à partir de 1936 également élu vice-président, et participait en juin 1933 au Palais Bourbon à une réunion du groupe parlementaire de Défense du Spectacle constitué à la Chambre des Députés.
Il a été nommé en septembre 1922 comme directeur de l’Office départemental du placement paritaire du spectacle à Paris. Il aurait également été président de la SACEM en 1936.Il a également agi en tant qu'arbitre au nom de son association auprès du Syndicat des Artistes dramatiques.

## Récompenses
En 1908, Daurelly est accepté comme membre stagiaire de la Société des auteurs et compositeurs. En 1913, Edouard Maffren dit Daurelly est nommé Officier d’académie de l’instruction publique.

## Vie privée
Le 7 juillet 1887, il épouse à Marseille l’artiste Jeanne-Dolorès Antonia Hava (1860-1934). De ce mariage est issu le fils Georges Edouard Ernest Maffren (1888-1950). À partir de 1887, Edouard Daurelly apparaît dans tous les théâtres, jusqu'en 1912, avec l'artiste Mme Daurelly-Vallia, ou Vallia-Daurelly. On ne sait pas encore si Jeanne-Dolorès Hava a pris ce nom de scène.
Le 18 juin 1935, il épouse à Paris 9ème l’artiste lyrique Madeleine Marie Victoria Émilie Veiller (1894-1989). – Depuis 1904, Daurelly vit à Paris, et en 1937 il acquiert avec sa femme une maison de villégiature à Ault (Somme). Il s'est également essayé à la peinture. Edouard Maffren en deuil est mentionné pour la dernière fois dans un avis du décès dans Le Petit Marseillais du 11 août 1942. Après son décès, Madeleine Daurelly fut très active et culturellement investie dans le village d’Ault jusqu'en 1989 date de sa mort.

## Daurelly comme auteur dramatique et poète

### Œuvres scéniques
- Le Renégat, drame en 1 acte, en vers. Paris : Librairie théâtrale, 1905. Première à Paris, Théâtre de la Gaîté, le 14 janvier 1905, reprise en 1905 à Tourcoing, 1907 à Saint-Etienne, 1908 à Cherbourg, 1910 à Caen.
- Le Monsieur de l'arbre, comédie en 1 acte. Paris : Librairie théâtrale, 1907. Première à Paris, Théâtre Cluny, le 7 février 1907 ; avec 112 représentations jusqu’au novembre 1907, reprise en 1908 à Avignon.
- Éros berger, ballet, musique de Marius Lambert. Paris : Librairie théâtrale, 1907. Première à Monaco, Théâtre Garnier, le 7 décembre 1908, reprise en 1913 à Avignon, en 1919 à Marseille, et en 1934 et 1936 à Lyon.
- La Môme de la Bastoche, pièce réaliste en 1 acte. Paris, Librairie théâtrale, 1909. Première à Paris, Éden-Concert, le 19 février 1909, reprise en 1910 à Cherbourg.
- Le Faux Modèle, pièce en 1 acte. Paris : Librairie théâtrale, 1913. Première à Paris, Théâtre Cluny, le 30 janvier 1913, avec 79 représentations; en 1916, la pièce a également été jouée par Sarah Bernhardt[25].
- La Fleur du sang, ballet, musique de Marie Thérèse Drogue. Première à Avignon, Théâtre municipal, le 21 décembre 1913.
- Le Gros de l'armée, pièce en 1 acte, commandée par Oscar Dufrenne pour être joué en 1914 au Concert Mayol à Paris, inédit.
- La Midinette d'Émile, saynète en 1 acte, mis en scène à Tlemcen (Algérie), salle de Théâtre, le 8 octobre 1922.
- La Ceinture de chasteté, livret d’opérette, musique d’Ernest Weiller (Ernest Lerwile), 1923, inédit.

### Poèmes
- Aicha, paroles et musique. Paris : L. Maurel, [1905].
- Berceuse bretonne, paroles et musique. Paris : L. Maurel, [1905].
- Écoute !, paroles et musique. Paris : L. Maurel, [1905].
- La Rouleus, Paris : L. Maurel, [1905].
- Caresse de fleurs. Intermezzo-valse, musique de Ch. Leuntjens. Paris : A. Bosc, [1907].
- Cautionnement artistique, in Nîmes-Journal du 6 mai 1911.
- Pour toi, je m'enivre. Valse, musique de Charles Grelinger. Paris : A. de Smit, 1919.
- Elle s'appelle Joséphine. Chanson, motifs de Niquette et Robinet. Paris : A. de Smit, 1919.
- Vacances enfantines. Petite cantate pour orchestre, chant et danses, musique de Charles Grelinger. Paris : A. de Smit, 1922.
- Les Cloches du crépuscule, musique de Marie Thérèse Drogue. In: Paris qui chante. 22e année, N° 1747, 15 décembre 1924.
- Je ferais des folies. Chant et piano, musique d’A. de Smit. Paris : A. de Smit, 1925.
- Nayanska, chanson créole, musique de Georges Walbert.
- Qui ne paie pas ses dettes s'enrichit. Bordeaux : Imp. J. Péchade (s.d.)[26].
- Le Zouave de Dixmude, Les Yeux éteints (poèmes héroïques). Paris: Au Magasin Théâtral : Schaub-Barbré, (s.d.).
- Lendemain de gloire, Le Lion indompté (poèmes héroïques). Paris: Au Magasin Théâtral : Schaub-Barbré, (s.d.).
- L’Aigle de Fritz (poème héroïque).
- Les Orphelins, poème.